# モヨ県

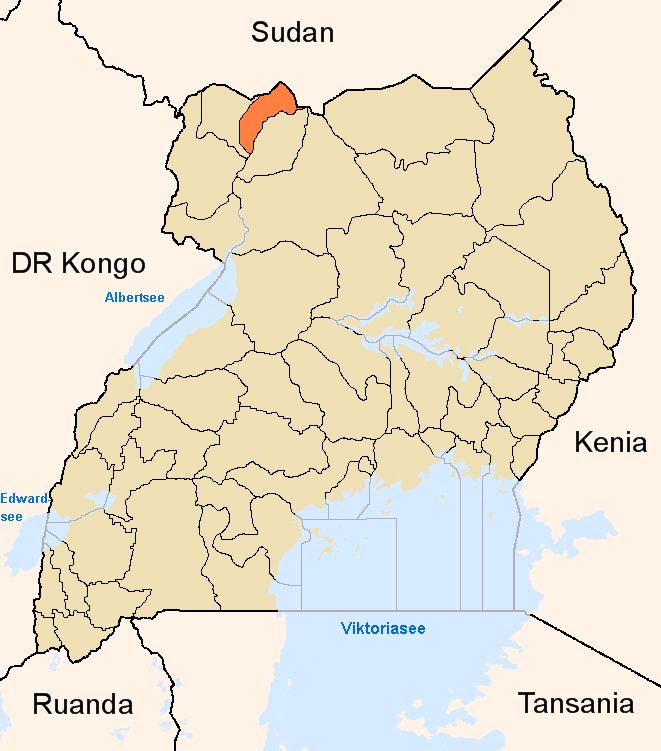
モヨ県と2001年から2005年の県境

モヨ県 (モヨけん、Moyo District) はウガンダ北西部西ナイル地方北東部の県。県庁所在地はモヨ。西ナイル県から分割されたマディ県が1979年に改名されモヨ県となり、1997年5月17日に白ナイル東岸の東モヨ郡がアジュマニ県として分割された。北に西モヨ郡、南にオボンギ郡の2つの郡が置かれている。2002年の国勢調査人口は 199,912人。知事に相当する第5地域議会 (LC5) の議長はピーター・イク・ドロである。第二次スーダン内戦の影響で3万人程のスーダン難民も暮らしている。

## 隣接する県
西はユンベ県、北は南スーダンの東エクアトリア州及び中央エクアトリア州と接する。
- アジュマニ県
- オボンギ県
- ユンベ県
- 中央エクアトリア州
- 東エクアトリア州

## 交通
中赤道州のカジョ・ケジとモヨは道路で結ばれている。2005年に第二次スーダン内戦の和平が結ばれ、スーダンとの国境貿易も再開しつつある。